# Yassıören, Senirkent
Yassıören là một thị trấn thuộc huyện Senirkent, tỉnh Isparta, Thổ Nhĩ Kỳ. Dân số thời điểm năm 2011 là 691 người.